# شهرستان هاردمن (تگزاس)
شهرستان هاردمن (به انگلیسی: Hardeman County) یک شهرستان‌های تگزاس در ایالات متحده آمریکا است که در تگزاس واقع شده‌است. شهرستان هاردمن ۱٬۸۰۵٫۲۳ کیلومتر مربع مساحت دارد.